# Victor Jacobson
Victor Jacobson (* 24. Oktober 1869 in Simferopol, Krim, Russisches Reich; † 23. August 1934 in Bern, Schweiz) war ein zionistischer Politiker, Diplomat, und Publizist.

## Leben
Jacobson war bereits als Jugendlicher in der Organisation Hibbat Zion aktiv. Er studierte Chemie in der Schweiz und in Berlin, wo er dem Russisch-Jüdischen Wissenschaftlichen Verein beitrat und ab 1897 sich in der neugegründeten Zionistischen Weltorganisation engagierte.
Von 1906 bis 1908 leitete er die Beiruter Filiale der Anglo-Palestine Bank, von 1908 bis 1913 die Filiale in Konstantinopel, dort als "Anglo-Levantine Banking Company" registriert. Parallel war er als Vorgänger von Richard Lichtheim der inoffizielle Vertreter der Zionistischen Weltorganisation (WZO) in der damaligen osmanischen Hauptstadt. Jacobson unterstützte die jungtürkische Bewegung in ihrer liberalen Frühphase nach 1908. In der von ihm gegründeten Zeitschrift "Jeune Turc" versuchte er die  jungtürkische  Bewegung im Sinne des Zionismus zu beeinflussen (s. u.).
1913 wurde Jacobson Mitglied des Zionistischen Aktionskomitees und zog wieder nach Berlin. Während des Ersten Weltkrieges leitete er das Kopenhagener Büro der WZO, ab 1918 war er in London am neuen Sitz der Organisation aktiv. Jacobson und sein Nachfolger in Konstantinopel, der Deutsche Richard Lichtheim, unterstützten wie zahlreiche andere Zionisten bis 1918 die deutsche Seite im Ersten Weltkrieg, weil sie sich durch einen deutschen Sieg eine Stärkung der zionistischen Idee erhofften.
Während des 12. Zionistenkongresses 1921 propagierte Jacobson die arabisch-jüdische Zusammenarbeit in Palästina zusammen mit Arthur Ruppin, was das ideologische Fundament für die spätere Organisation Brit Schalom legte, die 1926 in Jerusalem gegründet wurde. Von 1926 bis zu seinem Tod 1934 vertrat er die WZO in Paris und in der Schweiz am Sitz des Völkerbundes.

## Presseaktivitäten
- Jeune Turc (1908–1915): Jacobson kaufte eine französischsprachige antisemitische Zeitung „Courrier d'Orient“ zusammen mit Sami Hochberg[2], David Wolffsohn (damals Präsident der WZO) und anderen Zionisten und brachte sie auf pro-zionistischen Kurs. Prominente Mitarbeiter des Jeune Turc waren der russisch-jüdische Publizist und Revolutionär und zeitweise deutscher Sozialdemokrat Alexander Parvus und der türkische Schriftsteller und Intellektuelle Celal Nuri Ileri. Chefredakteur des Blattes und Mitherausgeber war Vladimir Jabotinsky sowie Sami Hochberg.[1] Der "Jeune Turc", der zeitweise auch finanzielle Zuwendungen vom Auswärtigen Amt erhalten hatte, wurde 1915 von der pro-deutschen Militärjunta um Enver Cemal und Talaat Pascha, die sich 1913 an die Macht geputscht hatte, und die für den Völkermord an den Armeniern Anatoliens in den Jahren 1915 bis 1918 verantwortlich war, wie andere Publikationen des liberalen Flügels der Jungtürken verboten.[3] Lichtheim wurde 1916 als angeblicher amerikanischer Spion aus der Türkei ausgewiesen, Hochberg starb im Februar 1917 "zufällig" an einer Lebensmittelvergiftung nach einem Restaurantbesuch. Die zionistischen Helfer der Jungtürken waren nach der Veröffentlichung der Balfour-Deklaration 1917 den Jungtürken und ihren deutschen Verbündeten lästig geworden.

- La Revue Juive (1925): Paris, mit Albert Cohen

- La Palestine Nouvelle (ab 1928): mit dem Comité des Amis du Sionisme

## Zitate über den "Jeune Turc"
„In ihrer Einstellung gegenüber ausländischen Journalisten empfand ich die Türken als ausnahmslos freundlich. Die jüdisch-deutschen Herausgeber von Zeitungen wie dem ‚Osmanischen Lloyd‘ oder dem ‚Jeune Turc‘ waren weniger höflich. (...) Als ‚Mr. Graef‘ oder ‚Grafs‘ empfing ich selbst einige der Pfeile der nichttürkischen Mietlinge der Jungtürken, die britische Kritiker der Intrige, Reaktion – ein so allumfassendes Wort, wie es Bolschewismus und Faschismus geworden sind – Turkophobie und Käuflichkeit bezichtigten und unbarmherzig sogar deren Namen eindeutschten.“